# Walther Groz

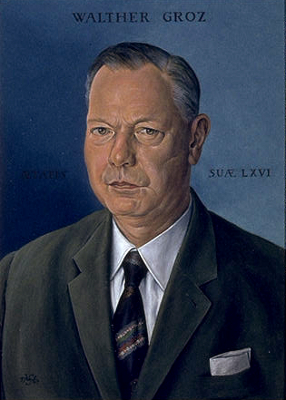
Walther Groz (gemalt von Werner Schramm, 1969)

Walther Groz (* 11. Oktober 1903 in Ebingen; † 19. Juni 2000 in Albstadt) war ein deutscher Industrieller und Politiker.

## Leben
Jugend und Berufseinstieg
Walther Groz wuchs in Ebingen auf der Schwäbischen Alb auf. Nach seiner Schulzeit studierte er an der Technischen Hochschule Stuttgart Maschinenbau. 
Während des Studiums schloss er sich dem Corps Bavaria Stuttgart an. Nach Abschluss des Studiums trat er im Alter von 25 Jahren dem großväterlichen Betrieb Theodor Groz, heute Groz-Beckert, bei.
Firmenfusion und Aufstieg zum Weltunternehmen
1937 fusionierten die beiden Betriebe Theodor Groz und Beckert-Werk und gegründeten die neue Personengesellschaft Groz-Beckert, in welcher Walther Groz als persönlich haftender Gesellschafter die Führung des Betriebes übernahm und in dem er bis zum Jahre 1976 tätig war. Durch zahlreiche Neuerungen und vor allem technische Fortschritte konnte Walther Groz das Unternehmen zur Marktführerschaft führen.
Soziales Engagement
1950 bis 1952 ließ Groz mehrere Siedlungen für seine Mitarbeiter bauen und schaffte somit als Unternehmer und Oberbürgermeister Arbeitsplätze und neuen Wohnraum in Ebingen. 1976 spendete Groz über 5000 Kunstwerke verschiedener Stilrichtungen der Galerie Albstadt, 2002 wurde die Kaufmännische Schule nach ihm benannt.

## Politisches Engagement
Otto Dix
Während des Zweiten Weltkriegs unterstützte Walther Groz den Maler Otto Dix (1891–1969) durch den Ankauf von dessen Werken. Dix zählte aufgrund seiner Motivwahl (so z. B. Obdachlose) während des Nationalsozialismus zu den „Entarteten Künstlern“. 
Oberbürgermeister
Von 1948 bis 1960 war Walther Groz Oberbürgermeister der Stadt Ebingen. In seiner Amtszeit wurde der Ausbau der Infrastruktur, der Städtebaulichen Einrichtungen, Schaffung von Schulen, Kindergärten und vor allem der wohnräumliche Ausbau in der Oststadt von Ebingen und im Nachbardorf Bitz vorangetrieben. 1952 wurde Groz Ehrenbürger der Gemeinden Wehingen, Meßstetten und Nusplingen. Im selben Jahr erhielt er das Verdienstkreuz des Verdienstordens der Bundesrepublik Deutschland, 1953 sogar das Große Verdienstkreuz. Ebenso wurde Groz Ehrensenator der Universität Tübingen. Am 13. Oktober 1973 wurde er zum Ehrenbürger der Gemeinde Schwenningen ernannt. Sein Nachfolger als Oberbürgermeister war Hans Hoss.